# I Hired a Contract Killer
I Hired a Contract Killer är en finsk-brittisk-tysk-svensk film från 1990 i regi av Aki Kaurismäki.

## Handling
En deprimerad man lejer en yrkesmördare till att ta livet av sig då han inte klarar av att begå självmord. Komplikationer uppstår dock då han genast efter denna händelse stöter på sitt livs kärlek och då inte längre önskar dö.

## Rollista (i urval)
- Jean-Pierre Léaud – Henri
- Margi Clarke – Margaret
- Kenneth Colley – The Killer
- T.R. Bowen – Department Head
- Imogen Claire – Secretary
- Angela Walsh – Landlady
- Joe Strummer – Guitar Player & Singer